# TIA-530

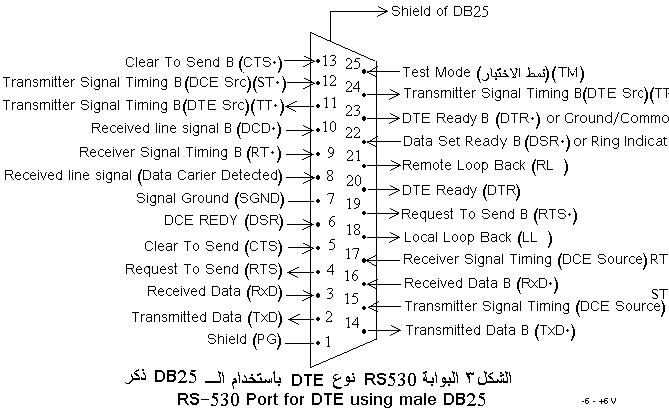
Pinout RS/TIA--530 DTE utilizando conector macho DB-25

TIA-530, también conocido como EIA-530 o RS-530, es una norma técnica creada por la Alianza de Industrias Electrónica que especifica las características físicas de un circuito de señalización digital normalmente utiliza un conector de 25 pines. Desde 1992 está gestionado por la Telecommunications Industry Association (TIA) como TIA-530.
Finalizado en 1987 (la revisión A fue finalizada en 1992), define las características funcionales y mecánicas de la interfaz entre un Equipo terminal de datos(DTE), típicamente un ordenador y Equipo de Comunicación de Datos (ECD), típicamente un módem o servidor de terminales. Diseñado para ser utilizado conjuntamente con TIA-422 o TIA-423, los cuales definen las características de señalización eléctricas. Como TIA-530 utiliza el conector DB-25 más habitual, desplazo la norma similar EIA-449, que también utiliza TIA-422/423, pero con un conector más grande de 37 patillas.
En TIA-530 se definen dos tipos de circuitos de intercambio de datos entre el DCE y el DTE: Categoría I, que utiliza las características balanceadas de TIA-422, y Categoría II, que usa el TIA-423 no balanceado. La mayoría de los circuitos de intercambio son de Categoría I, con la excepción de retorno local (patilla 18), retorno remoto (patilla 21) y Modo de prueba (patilla 25) que son Categoría II.

## Reseña histórica
Como la norma RS-449 fue un sistema poco manejable; que utilizaba un conector grande DC-37 junto con un conector auxiliar DE-9 si se utilizaba el protocolo RS-422. El lío de cables resultante ya era rechazado como inoperativo antes incluso de la finalización del estándar. La norma  finalmente se abandona en favor de la RS-530, la cual utiliza un solo conector DB-25.
El TIA-530 usó originalmente señalización de Categoría I para lo que comúnmente se llama «Equipo de Comunicación de Datos listo» (DCE listo, pines 6 y 22) y «Equipo terminal de datos listo» (DTE listo, pines 20 y 23). La Revisión A cambió estas señalizaciones de a la Categoría II (párrafos 4.3.6 y 4.3.7 de la norma) y agregó un «Indicador de llamada» en la patilla 22 y conecto a tierra la patilla 23.
La confusión entre las revisiones ha provocado muchos diagramas de conexión erróneos de esta norma. La mayoría de fabricantes todavía utilizan la norma TIA-530 original. Debe comprobarse que los dispositivos utilizan la misma revisión de la norma antes de conectarlos para evitar complicaciones.